# Список объектов всемирного наследия ЮНЕСКО на Маврикии
В списке Всеми́рного насле́дия ЮНЕ́СКО в Маврикии значится 2 наименования (на 2012 год), это составляет 2024 от общего числа (1223 на 2024 год). Оба объекта включены по культурным критериям. Кроме этого, по состоянию на 2017 год, 1 объект на территории Маврикия находятся в числе кандидатов на включение в список всемирного наследия. Маврикий ратифицировал Конвенцию об охране всемирного культурного и природного наследия 19 сентября 1995 года. Первый объект, находящийся на территории Маврикия был занесен в список в 2006 году на 30-й сессии Комитета всемирного наследия ЮНЕСКО.

## Список
В данной таблице объекты расположены в хронологическом порядке их добавления в список всемирного наследия ЮНЕСКО.
| # | Изображение | Название                                                                          | Местоположение       | Время создания    | Год внесения в список | №    | Критерии |
| - | ----------- | --------------------------------------------------------------------------------- | -------------------- | ----------------- | --------------------- | ---- | -------- |
| 1 |             | Ааправаси-Гхат - иммиграционный терминал в городе Порт-Луи (англ. Aapravasi Ghat) | Регион: Порт-Луи     | Между 1849 и 1923 | 2006                  | 1227 | vi       |
| 2 |             | Культурный ландшафт Ле Морн (англ. Le Morne Cultural Landscape )                  | Регионы: Ривьер-Нуар | 19 век            | 2008                  | 1259 | iii, vi  |

## Предварительный список
В таблице объекты расположены в порядке их добавления в предварительный список. В данном списке указаны объекты, предложенные правительством Маврикия в качестве кандидатов на занесение в список всемирного наследия.
| # | Изображение | Название                                                                     | Местоположение      | Время создания | Год внесения в список | №    | Критерии   |
| - | ----------- | ---------------------------------------------------------------------------- | ------------------- | -------------- | --------------------- | ---- | ---------- |
| 1 |             | Национальный парк Блэк-Ривер-Горжес (англ. Black River Gorges National Park) | Регион: Ривьер-Нуар | —              | 2006                  | 5038 | Не указаны |